# (80339) 1999 XB104
1999 أكس بي 104 (ويعرف أيضًا باسم (80339) 1999 أكس بي 104 وفق تسمية الكوكب الصغير) (بالإنجليزية: 1999 XB104)‏ هو كويكب ضمن حزام الكويكبات؛ وترتيبه 80339 من حيث الاكتشاف.
اكتُشف هذا الجُرم الفلكي بواسطة تاكيشي أوراتا ‏ في 7 ديسمبر 1999.

## وصلات خارجية
- (80339) 1999 XB104 في قاعدة بيانات مختبر الدفع النفاث لأجرام النظام الشمسي الصغيرة

- الاكتشاف · مخطط المدار ·  العناصر المدارية · المعلمات المادية

- (80339) 1999 XB104 على موقع ويكي سكاي: DSS2, SDSS, GALEX, IRAS, Hydrogen α, X-Ray, Astrophoto, Sky Map, Articles and images